# Apistophonte wasiniensis
Apistophonte wasiniensis is een eenoogkreeftjessoort uit de familie van de Laophontidae. De wetenschappelijke naam van de soort is voor het eerst geldig gepubliceerd in 2006 door heerardyn & Fiers, (in Gheerardyn, Fiers, Vincx & De Troch.